# Хосуе Камачо
Хосуе Камачо (англ. Josué Camacho, 31 січня 1969) — пуерториканський професійний боксер, чемпіон світу за версією WBO (1992—1994) в першій найлегшій вазі.

## Професіональна кар'єра
Дебютував на профірингу 1988 року.
31 липня 1992 року в бою проти мексиканця Едді Вальєхо технічним нокаутом в шостому раунді завоював вакантний титул WBO у першій найлегшій вазі. 2 лютого 1994 року захистив титул в бою проти британця Пола Вейра. 15 липня 1994 року втратив титул після того, як зазнав поразки одностайним рішенням суддів від американця Майкла Карбахала. Після цього його кар'єра пішла на спад, і він програв три наступні поєдинки.
Завершив кар'єру в 2002 році.